# Khanpur (Pakistan)
Khanpur (pendżabski: خانپور‬) – miasto w Pakistanie, w prowincji Pendżab. Według danych na rok 1998 liczyło 120 382 mieszkańców.